# (281) Lucretia
(281) Lucretia – planetoida z pasa głównego asteroid.

## Odkrycie
Została odkryta 31 października 1888 roku w Obserwatorium Uniwersyteckim w Wiedniu przez Johanna Palisę. Nazwa planetoidy została nadana na cześć brytyjskiej astronom Caroline Lucretii Herschel od jej drugiego imienia.

## Orbita
(281) Lucretia okrąża Słońce w ciągu 3 lat i 87 dni w średniej odległości 2,19 j.a. Planetoida należy do rodziny planetoidy Flora nazywanej też czasem rodziną Ariadne.